# カーヴルト・ベグ
カーヴルト・ベグ（? - 1074年）は、ケルマーン・セルジューク朝の始祖（在位：1041年 - 1074年）。

## 生涯
セルジューク朝の始祖であるトゥグリル・ベグの弟・チャグリー・ベグが父で、カーヴルトは長男である。1063年に伯父のトゥグリル・ベグが嗣子無く死去すると、甥としてその後釜を狙ったが、実弟のアルプ・アルスラーンが跡を継ぐことになり、カーヴルトは弟と骨肉の争いを繰り広げて自らスルタンを自称した。
1072年に弟も死去し、その長男であるマリク・シャーが跡を継いだ。カーヴルトはこの継承に不満を抱いてマリク・シャーに反乱を起こした。だが1074年にハマダーン近郊でマリク・シャーの軍勢と戦って大敗して捕虜となり、処刑された。
カーヴルトの息子らはケルマーンの支配こそ認められたが、大セルジューク朝に従わなければならなくなった。なお、カーヴルトの孫であるアルスラーン・シャー1世の時代にケルマーン・セルジューク朝は全盛期を迎えた。